# Museo Casa di Dante
El Museo Casa di Dante se encuentra en una de las zonas más antiguas del centro histórico de Florencia, en la calle Santa Margherita.

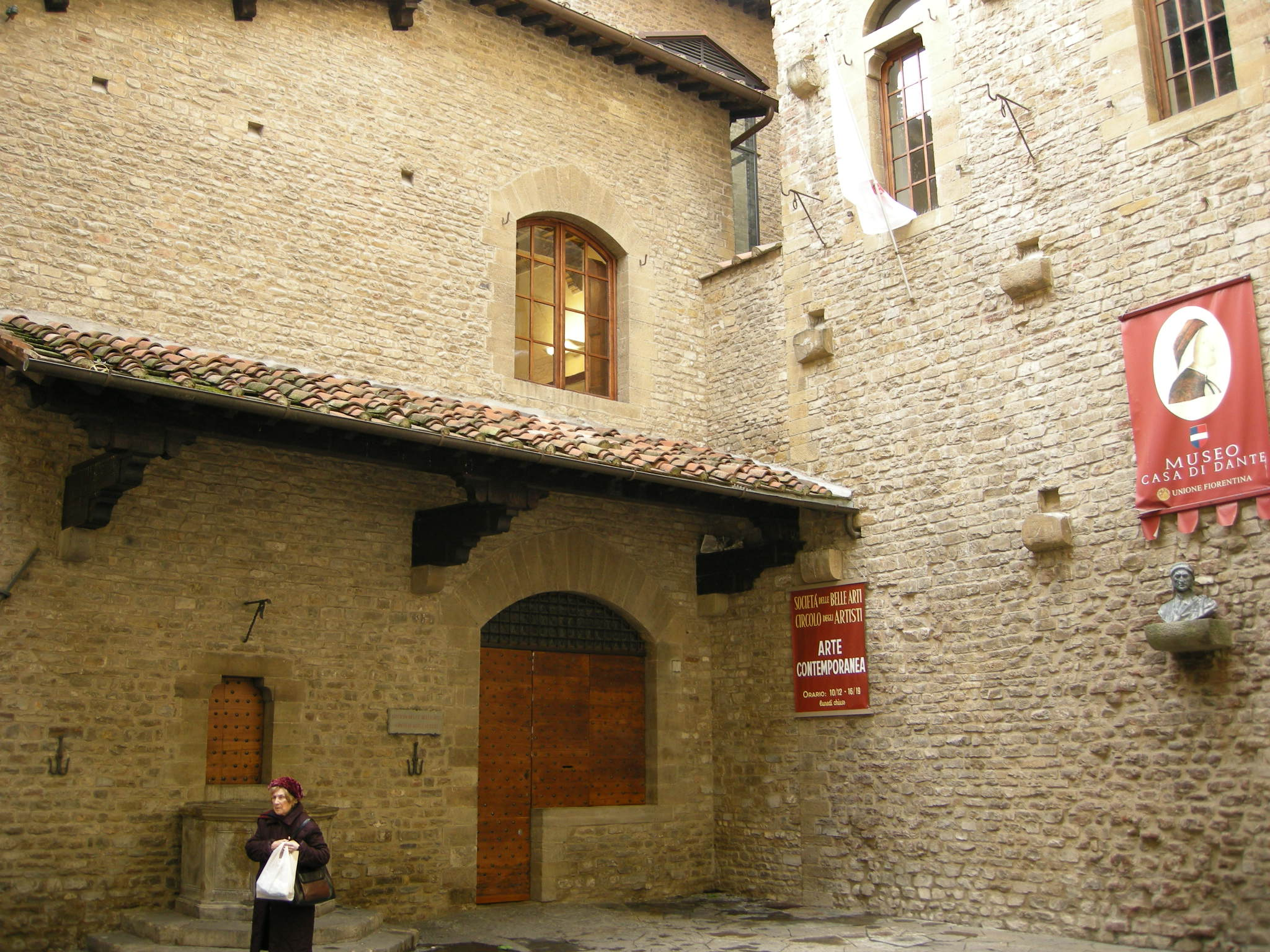
Museo Casa de Dante

## Historia
El propio Dante escribió que había nacido a la sombra de la Badia Fiorentina, bajo la parroquia de San Martín. La cercana iglesia de Santa Margarita de' Cerchi es el lugar donde el poeta habría visto por primera vez a Beatrice Portinari.
El actual museo incorpora algunas casas medievales, como una de las dos Torres de los Giuochi. La familia Giuochi estaba cerca de la casa de los Alighieri, y la casa de éstos es descrita (sin certeza) como una edificio destruido que surgía en la plaza San Martín, al lado de la Torre della Castagna, en la actual Via dei Magazzini.
La casa-torre del museo debe su aspecto medieval a una restauración de 1911 a cargo del arquitecto Giuseppe Castelluci.

## El museo

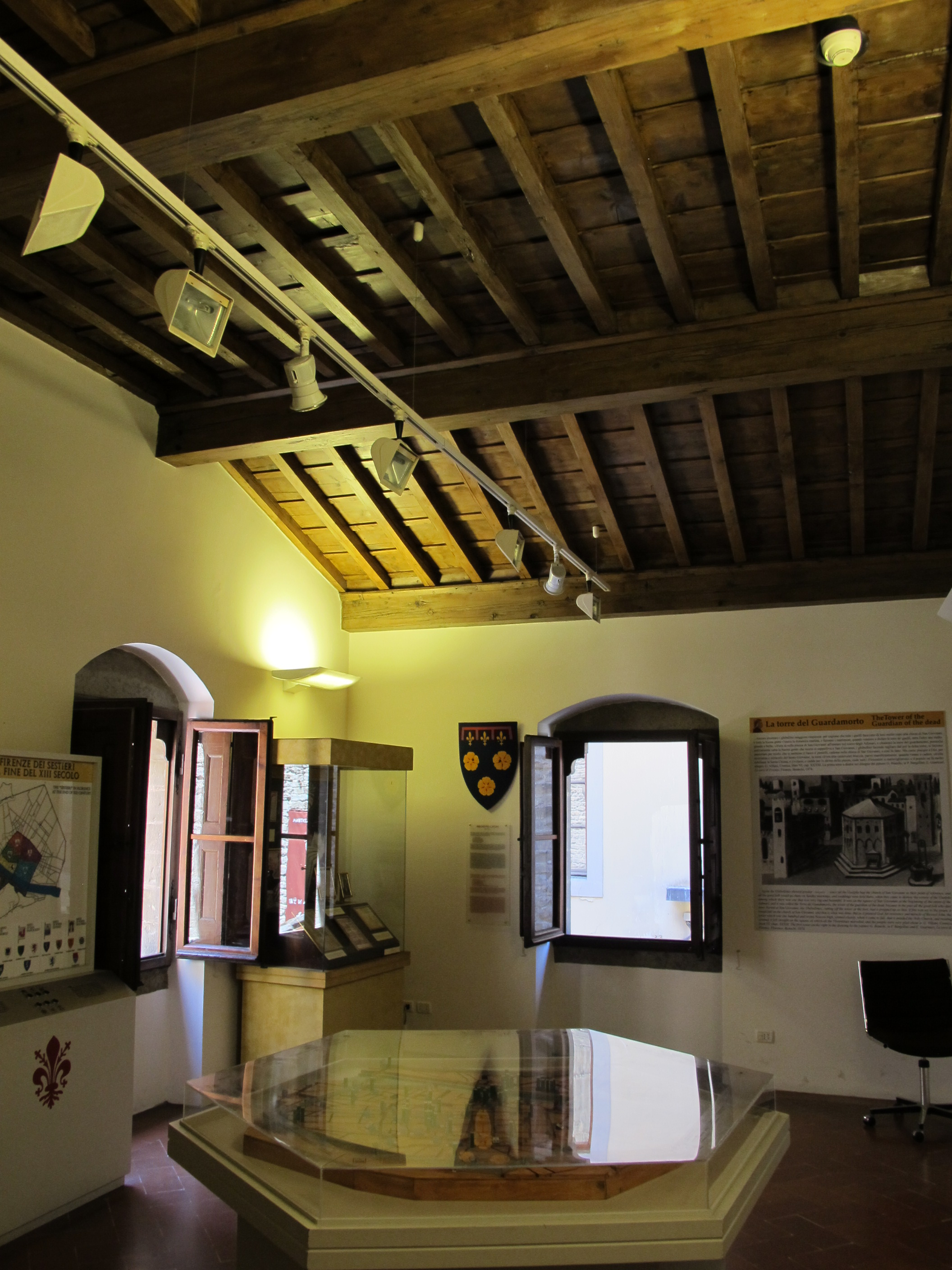
Sala interior. Museo Casa de Dante.

El museo es sobre todo didáctico, con numerosos paneles explicativos sobre la Divina Comedia, Dante, su época y sus personajes. En él se conservan reproducciones de documentos sobre el poeta, modelos y dioramas que arrojan luz sobre algunos aspectos de su vida y de los hechos históricos de la época, como la batalla de Campaldino. También hay reconstrucciones del mobiliario, el vestuario y otros aspectos de la vida cotidiana de la Florencia medieval, además de armas, monedas y cerámicas originales de la época.

## Curiosidades
Sobre una losa del suelo de la plaza que hay delante de la casa hay un boceto del perfil de Dante, cuyo origen se desconoce.